# 地球の危機
『地球の危機』（原題: Voyage to The Bottom of The Sea）は、1961年のアメリカ合衆国の映画。20世紀フォックスが配給した、原子力潜水艦を描いた空想科学映画である。

## ストーリー
ハリマン・ネルソン提督の設計した原子力潜水艦シービュー号が、北極海を試験航海中、世界中の空が赤く燃え上がるという事態が起きた。原因は、地球を取り巻くヴァン・アレン帯の異常と判明。ネルソン提督は、国連で開かれた緊急会義で、核ミサイルを爆発させヴァン・アレン帯を一気に燃え尽きさせる計画を提案するが、猛反対に合う。提督は、シービュー号を強行発進させ、艦長のリー・クレーンすら反対するのを押し切って、発射地点へ向かう。だが、各国はその阻止に動き、艦内でも何者かの妨害工作が起きるのだった。

## 概要
1960年の『失われた世界』に続き、アーウィン・アレンが製作し、20世紀フォックスが配給したSF映画で、架空の最新鋭原子力潜水艦シービュー号の活躍を描いている。今回はアレン自身が原案を書き、前作同様に監督と脚本も手がけた。特撮のL・B・アボットも前作に引き続いての起用である。公開前年には世界で初めて核ミサイル（ポラリス）を搭載した原潜ジョージ･ワシントンが就航して発射実験を成功させており、本作で危機の原因となるヴァン・アレン帯も1958年に発見されたばかりであった。他にもシービュー号が1954年に就航した世界初の原潜ノーチラスと同じように北極海を試験航海するなど、当時の時代背景が随所に垣間見える作品である。アレンは、この設定を再利用し、テレビシリーズ『原子力潜水艦シービュー号』（原題は映画と同じ）を製作した。ただし、ネルソン提督やクレーン艦長など同じキャラクターも登場するが、配役は異なっていて、直接の続編とはなっていない。

## キャスト
| 役名                   | 俳優                   | 日本語吹替  | 日本語吹替 |
| 役名                   | 俳優                   | NETテレビ版 | LD版       |
| ---------------------- | ---------------------- | ----------- | ---------- |
| ハリマン・ネルソン提督 | ウォルター・ピジョン   | 松宮五郎    | 黒沢良     |
| スーザン・ヒラー博士   | ジョーン・フォンテイン | 友部光子    | 小沢寿美恵 |
| キャシー・コナーズ     | バーバラ・イーデン     | 鈴木弘子    | 上田みゆき |
| ルシャス・エメリー准将 | ピーター・ローレ       | 辻村真人    | 宮内幸平   |
| リー・クレイン艦長     | ロバート・スターリング | 田口計      | 中田浩二   |
| ミゲル・アルヴァレス   | マイケル・アンサラ     | 内海賢二    | 森川公也   |
| ダニー・ロマノ         | フランキー・アヴァロン |             |            |

- NETテレビ版：初回放送1969年1月19日21:00-23:00 『日曜洋画劇場』
  - 『燃える北氷洋』というタイトルで放送された。

## スタッフ
- 製作：アーウィン・アレン
- 監督：アーウィン・アレン
- 原案：アーウィン・アレン
- 脚本：アーウィン・アレン、チャールズ・ベネット
- 撮影：ウィントン・ホック
- 編集：ジョージ・ボウムラー
- 特殊効果：L・B・アボット
- 音楽：ポール・ソーテル、バート・シェフター
- 主題歌：フランキー・アヴァロン

## 関連作品
- 『原子力潜水艦シービュー号』 - 本作のテレビドラマ化。
- 『原子力潜水艦シービュー号』（シオドー・スタージョン著、井上勇訳、創元推理文庫） - 本作のノベライズ版。絶版。